# Neah Bay
Neah Bay é uma Região censo-designada localizada no estado norte-americano de Washington, no Condado de Clallam.

## Demografia
Segundo o censo norte-americano de 2000, a sua população era de 794 habitantes.

## Geografia
De acordo com o United States Census Bureau tem uma área de
6,1 km², dos quais 6,1 km² cobertos por terra e 0,0 km² cobertos por água. Neah Bay localiza-se a aproximadamente 2 m acima do nível do mar.

## Localidades na vizinhança
O diagrama seguinte representa as localidades num raio de 96 km ao redor de Neah Bay.